# Frédéric Biancalani
Frédéric Biancalani (født 21. juli 1974 i Villerupt, Frankrig) er en fransk tidligere fodboldspiller (forsvarer).
Biancalani spillede størstedelen af sin karriere i hjemlandet, hvor han repræsenterede henholdsvis Nancy, Metz og Reims. Han havde også et kortvarigt ophold i England hos Walsall.
I 2006 vandt Biancalani pokalturneringen Coupe de la Ligue med Nancy, og spillede hele kampen i finalesejren over Nice.

## Titler
Coupe de la Ligue
- 2006 med Nancy